# 25ª edizione dei Satellite Awards
La cerimonia di premiazione della 25ª edizione dei Satellite Awards si è svolta a Los Angeles il 15 febbraio 2021.
Le candidature sono state annunciate il 1º febbraio 2021.

## Vincitori e candidati
I vincitori saranno indicati in grassetto, a seguire gli altri candidati in ordine alfabetico.

### Cinema

#### Miglior film drammatico
- Nomadland, regia di Chloé Zhao
- Una donna promettente (Promising Young Woman), regia di Emerald Fennell
- The Father - Nulla è come sembra (The Father), regia di Florian Zeller
- Ma Rainey's Black Bottom, regia di George C. Wolfe
- Minari, regia di Lee Isaac Chung
- Miss Juneteenth, regia di Channing Godfrey Peoples
- Il processo ai Chicago 7 (The Trial of the Chicago 7), regia di Aaron Sorkin
- Quella notte a Miami... (One Night in Miami), regia di Regina King
- Sound of Metal, regia di Darius Marder
- Tenet, regia di Christopher Nolan

#### Miglior film commedia o musicale
- The 40-Year-Old Version, regia di Radha Blank
- Borat - Seguito di film cinema (Borat Subsequent Moviefilm), regia di Jason Woliner
- Hamilton, regia di Thomas Kail
- On the Rocks, regia di Sofia Coppola
- Palm Springs - Vivi come se non ci fosse un domani (Palm Springs), regia di Max Barbakow
- La vita straordinaria di David Copperfield (The Personal History of David Copperfield), regia di Armando Iannucci

#### Miglior attore in un film drammatico
- Riz Ahmed - Sound of Metal
- Chadwick Boseman - Ma Rainey's Black Bottom
- Anthony Hopkins - The Father - Nulla è come sembra (The Father)
- Delroy Lindo - Da 5 Bloods - Come fratelli (Da 5 Bloods)
- Gary Oldman - Mank
- Steven Yeun - Minari

#### Miglior attrice in un film drammatico
- Frances McDormand - Nomadland
- Viola Davis - Ma Rainey's Black Bottom
- Vanessa Kirby - Pieces of a Woman
- Sophia Loren - La vita davanti a sé
- Carey Mulligan - Una donna promettente (Promising Young Woman)
- Kate Winslet - Ammonite - Sopra un'onda del mare (Ammonite)

#### Miglior attore in un film commedia o musicale
- Sacha Baron Cohen - Borat - Seguito di film cinema (Borat Subsequent Moviefilm)
- Lin-Manuel Miranda - Hamilton
- Leslie Odom Jr. - Hamilton
- Dev Patel - La vita straordinaria di David Copperfield (The Personal History of David Copperfield)
- Andy Samberg - Palm Springs - Vivi come se non ci fosse un domani (Palm Springs)

#### Miglior attrice in un film commedia o musicale
- Maria Bakalova - Borat - Seguito di film cinema (Borat Subsequent Moviefilm)
- Rashida Jones - On the Rocks
- Michelle Pfeiffer - Fuga a Parigi (French Exit)
- Margot Robbie - Birds of Prey e la fantasmagorica rinascita di Harley Quinn (Birds of Prey (and the Fantabulous Emancipation of One Harley Quinn))
- Meryl Streep - The Prom
- Anya Taylor-Joy - Emma.

#### Miglior attore non protagonista
- Chadwick Boseman - Da 5 Bloods - Come fratelli (Da 5 Bloods)
- Sacha Baron Cohen - Il processo ai Chicago 7 (The Trial of the Chicago 7)
- Kingsley Ben-Adir - Quella notte a Miami... (One Night in Miami...)
- Brian Dennehy - Driveways
- Bill Murray - On the Rocks
- David Strathairn - Nomadland

#### Miglior attrice non protagonista
- Amanda Seyfried - Mank
- Ellen Burstyn - Pieces of a Woman
- Olivia Colman - The Father - Nulla è come sembra (The Father)
- Nicole Kidman - The Prom
- Yoon Yeo-jeong - Minari
- Helena Zengel - Notizie dal mondo (News of the World)

#### Miglior regista
- Chloé Zhao - Nomadland
- Lee Isaac Chung - Minari
- David Fincher - Mank
- Darius Marder - Sound of Metal
- Aaron Sorkin - Il processo ai Chicago 7 (The Trial of the Chicago 7)
- Florian Zeller - The Father - Nulla è come sembra (The Father)

#### Miglior sceneggiatura originale
- Emerald Fennell - Una donna promettente (Promising Young Woman)
- Lee Isaac Chung - Minari
- Pete Docter, Mike Jones e Kemp Powers - Soul
- Jack Fincher - Mank
- Andy Siara - Palm Springs - Vivi come se non ci fosse un domani (Palm Springs)
- Aaron Sorkin - Il processo ai Chicago 7 (The Trial of the Chicago 7)

#### Miglior sceneggiatura non originale
- Florian Zeller e Christopher Hampton - The Father - Nulla è come sembra (The Father)
- Paul Greengrass - Notizie dal mondo (News of the World)
- Edoardo Ponti - La vita davanti a sé
- Kemp Powers - Quella notte a Miami... (One Night in Miami...)
- Ruben Santiago-Hudson - Ma Rainey's Black Bottom
- Chloé Zhao - Nomadland

#### Miglior film d'animazione o a tecnica mista
- Wolfwalkers - Il popolo dei lupi (Wolfwalkers), regia di Tomm Moore e Ross Stewart
- Accidental Luxuriance of the Translucent Watery Rebus, regia di Dalibor Barić
- Gekijō-ban "Kimetsu no Yaiba" Mugen ressha-hen, regia di Haruo Sotozaki
- Jìyuántái qīhào, regia di Yonfan
- Over the Moon - Il fantastico mondo di Lunaria (Over the Moon), regia di Glen Keane e John Kahrs
- Soul, regia di Pete Docter

#### Miglior film straniero
- La llorona, regia di Jayro Bustamante (Guatemala)
- Un altro giro (Drunk), regia di Thomas Vinterberg (Danimarca)
- Atlantis (Atlantyda), regia di Valentyn Vasjanovyč (Ucraina)
- Due (Deux), regia di Filippo Meneghetti (Francia)
- Jallikattu, regia di Lijo Jose Pellissery (India)
- Non sono più qui (Ya no estoy aquí), regia di Fernando Frías de la Parra (Messico)
- Schwesterlein, regia di Stéphanie Chuat e Véronique Reymond (Svizzera)
- A Sun (Yángguāng pǔzhào), regia di Chung Mong-hong (Taiwan)
- Tove, regia di Zaida Bergroth (Finlandia)

#### Miglior documentario
- Collective (Colectiv), regia di Alexander Nanau
- Acasă, My Home, regia di Radu Ciorniciuc
- Circus of Books, regia di Rachel Mason
- Coup 53, regia di Taghi Amirani
- Crip Camp - Disabilità rivoluzionarie (Crip Camp), regia di Nicole Newnham e James LeBrecht
- The Dissident, regia di Bryan Fogel
- Gunda, regia di Viktor Kosakovskij
- MLK/FBI, regia di Sam Pollard
- A Most Beautiful Thing, regia di Mary Mazzio
- The Truffle Hunters, regia di Michael Dweck e Gregory Kershaw

#### Miglior fotografia
- Erik Messerschmidt - Mank
- Joshua James Richards - Nomadland
- Tami Reiker - Quella notte a Miami... (One Night in Miami...)
- Martin Ruhe - The Midnight Sky
- Hoyte van Hoytema - Tenet
- Dariusz Wolski - Notizie dal mondo (News of the World)

#### Miglior montaggio
- Alan Baumgarten - Il processo ai Chicago 7 (The Trial of the Chicago 7)
- Tariq Anwar - Quella notte a Miami... (One Night in Miami...)
- Kirk Baxter - Mank
- Giōrgos Lamprinos - The Father - Nulla è come sembra (The Father)
- Harry Yoon - Minari
- Chloé Zhao - Nomadland

#### Miglior colonna sonora
- Alexandre Desplat - The Midnight Sky
- Terence Blanchard - Quella notte a Miami... (One Night in Miami...)
- Ludwig Göransson - Tenet
- Emile Mosseri - Minari
- James Newton Howard - Notizie dal mondo (News of the World)
- Trent Reznor e Atticus Ross - Mank

#### Miglior canzone originale
- Io sì (Seen) - La vita davanti a sé
- Everybody Cries - The Outpost
- Hear My Voice - Il processo ai Chicago 7 (The Trial of the Chicago 7)
- The Other Side - Trolls World Tour
- Rocket to the Moon - Over the Moon - Il fantastico mondo di Lunaria (Over the Moon)
- Speak Now - Quella notte a Miami... (One Night in Miami...)

#### Migliori effetti visivi
- Andrew Jackson - Tenet
- Mark Bakowski, Georgina Street & Jill Brooks - The Midnight Sky
- Sean Faden - Mulan
- Pablo Helman, Mathew Cowie, Erin Dusseault e Flannery Huntley - Mank
- Nathan McGuinness e Pete Bebb - Greyhound - Il nemico invisibile (Greyhound)
- Kevin Souls e Thrain Shadbolt - Birds of Prey e la fantasmagorica rinascita di Harley Quinn (Birds of Prey (and the Fantabulous Emancipation of One Harley Quinn))

#### Miglior scenografia
- Donald Graham Burt, Chris Craine, Dan Websterand e Jan Pascale - Mank
- Jim Bissell e John Bush - The Midnight Sky
- Page Buckner, Barry Robinson e Mark Zuelzke - Quella notte a Miami... (One Night in Miami...)
- Cristina Casali e Charlotte Dirickx - La vita straordinaria di David Copperfield (The Personal History of David Copperfield)
- Grant Major e Anne Kuljian - Mulan
- Jamie Walker McCall e Gene Serdena - The Prom

#### Migliori costumi
- Suzie Harman e Robert Worley - La vita straordinaria di David Copperfield (The Personal History of David Copperfield)
- Alexandra Byrne - Emma.
- Bina Daigeler - Mulan
- Francine Jamison-Tanchuck - Quella notte a Miami... (One Night in Miami...)
- Ann Roth - Ma Rainey's Black Bottom
- Trish Summerville - Mank

#### Miglior sonoro
- Phillip Bladh, Nicolas Becker, Jaime Baksht, Michelle Couttolenc, Carlos Cortés e Carolina Santana - Sound of Metal
- Willie D. Burton, Richard King, Kevin O'Connell e Gary A. Rizzo - Tenet
- Sergio Diaz, Zach Seivers e M. Wolf Snyder - Nomadland
- Ren Klyce, Jeremy Molod, David Parker, Nathan Nance e Drew Kunin - Mank
- Gary Megregian, David Giammarco, Mark Paterson e Steven A. Morrow - The Prom
- Randy Thom, Dan Hiland, Todd Beckett, Danny Hambrook e Bjorn Schroeder - The Midnight Sky

### Premi speciali

#### Miglior cast cinematografico
- Il processo ai Chicago 7 (The Trial of the Chicago 7)

#### Miglior cast televisivo
- The Good Lord Bird - La storia di John Brown (The Good Lord Bird)

#### Auteur Award
- Emerald Fennell - Una donna promettente (Promising Young Woman)

#### Miglior opera prima
- Miss Juneteenth, regia di Channing Godfrey Peoples

#### Mary Pickford Award
- Tilda Swinton

#### Tesla Award
- Dick Pope

#### Stunt Performance Award
- Gaëlle Cohen

#### Humanitarian Award
- Mark Wahlberg